# Франкофон
Франкофон e човек, който може да говори френски език. Геополитически се използва, за да обозначи някого, който говори френски като майчин език или се самоидентифицира с тази езикова група. Като прилагателно означава френскоговорещ, независимо дали се отнася за индивид, за групи или за места.
В по-тесен смисъл идеята за франкофона достига отвъд речниковото значение за „френскоговорещ“. Терминът по-конкретно се отнася до хора, чиято културна среда е предимно свързана с френския език, независимо от етиката и географските различия. Франкофонската култура извън Европа в голяма степен дължи своето разпространение на френската колониална империя.
Франкофонските страни включват Франция, Белгия, Канада, Швейцария, Ливан, Хаити, Френска Западна Индия, колонии във Френска Африка (предишни френски и белгийски колонии).
Тези страни са членове на франкофонската общност в света, наречена Международна организация на франкофонията (на френски: „Organisation internationale de la Francophonie“, МОФ). Организацията включва също така и страни, които са франкофонски в по-широк смисъл на думата, заявявайки подкрепа за нейните цели и принципи. България също е член на МОФ, за което заслуга има президент Желю Желев.

## Други
На франкофонията е наречена улица в квартал „Овча купел“ в София (Карта).